# إرث المئة عام (مسلسل)
إرث المئة عام (بالهانغل: 백년의 유산 | باينغنيوني يسان) هو مسلسل تلفزيوني كوري جنوبي عرض في 2013 من بطولة الممثلة يو جن والممثل إي جونغ جن. تتعلق الدراما بموضوعات الطعام والحب والعائلة. هذه الدراما الإنسانية عن منزل متواضع لصنع النودل في سول والذي أدارته ثلاثة أجيال من نفس العائلة. عرضت الدراما على قناة إم بي سي كوريا من 5 يناير إلى 23 يونيو 2013، يومي السبت والأحد الساعة 9:50 مساء في 50 حلقة.
عنوان العمل الأولي كان «جيل منزل النودل الثالث» (بالهانغل: 삼대째 국수집 | سامدايسا غكسجب).
فازت بجائزة أفضل دراما في حفل إم بي سي كوريا لتوزيع جوائز الدراما في 2013.

## القصة
من تشاي وون هي الحفيدة الكبرى لعائلة تعيش في ضواحي سول تملك مصنعاً للنودل (نوع من المعكرونة) لثلاثة أجيال. تزوجت لمدة ثلاث سنوات من تشل غيو والذي تمتلك عائلته الغنية شركة التنين الذهبي للغذاء. عانت تشاي وون من مشاكل في حياتها بسبب رفض والدة زوجها للزواج بشدة. وعندما خانها زوجها انفصلت عن عائلته وقررت طلب الطلاق. عادت تشاي وون إلى مصنع النودل وعانت لتوسعته وتحديثه. تقابل تشاي وون فيما بعد إي سي ين ابن أحد العائلات الغنية وهو سيء السمعة بسبب تعامله السيء مع الآخرين من حوله، ولكليهما جروح شخصية بسبب علاقاتهم الرومانسية السابقة.

## طاقم العمل
| الممثل/الممثلة | اسم الشخصية       |
| -------------- | ----------------- |
| يو جن          | من تشاي وون       |
| إي جونغ جن     | إي سي ين          |
| تشوي وون يونغ  | كم تشل غيو        |
| ين آه جنغ      | كم جو ري          |
| شن غو          | أوم بينغ دال      |
| جنغ هي سن      | كم كت سون         |
| جونغ بو سك     | من هيو دونغ       |
| جون إن هوا     | يانغ تشن هي       |
| كم مينغ سو     | أوم غي من         |
| باك جن غم      | دو دو هي          |
| سو يونغ هن     | أوم سل هونغ       |
| غوون أو جنغ    | أوم غي تشن        |
| كم هي جنغ      | غونغ كانغ سك      |
| إي تاي وو      | أوم بو رم         |
| سن وو سن       | أوم غي أوك        |
| باك يونغ غيو   | كانغ جن           |
| تشا هوا يون    | بايك سل جو        |
| نام مينغ ريل   | إي دونغ غيو       |
| باك وون سك     | بانغ يونغ جا      |
| غونغ جنغ هوان  | سونباي لسي يون    |
| هوانغ سن هي    | أون سل            |
| شم إي يونغ     | ما هونغ جو        |
| سو غوون سن     | والدة هونغ جو     |
| جون سونغ اي    | السيدة باك        |
| بايك بو رام    | شامان ("مدانغ")   |
| من جن هين      | مراسل الرئيس بانغ |

## الجوائز والترشيحات
| السنة | الجائزة                    | التصنيف                                   | مستلم الجائزة | النتيجة | المراجع |
| ----- | -------------------------- | ----------------------------------------- | ------------- | ------- | ------- |
| 2013  | جوائز الدراما الكورية      | أفضل مدير إنتاج                           | جو سنغ وو     | رُشِّح     | [ 12 ]  |
| 2013  | جوائز الدراما الكورية      | جائزة التميز، ممثلة                       | يو جن         | رُشِّح     | [ 12 ]  |
| 2013  | جوائز الدراما الكورية      | جائزة التميز الأعلى، ممثل                 | إي جونغ جن    | فوز     | [ 12 ]  |
| 2013  | جوائز نجوم آبان            | جائزة التميز، ممثلة                       | يو جن         | رُشِّح     |         |
| 2013  | جوائز دراما إم بي سي كوريا | جوائز الإنجاز مدى الحياة                  | باك وون سك    | فوز     | [ 7 ]   |
| 2013  | جوائز دراما إم بي سي كوريا | أفضل كاتب                                 | غو هين سك     | فوز     | [ 7 ]   |
| 2013  | جوائز دراما إم بي سي كوريا | جائزة التمثيل الذهبية، ممثل               | جونغ بو سوك   | فوز     | [ 7 ]   |
| 2013  | جوائز دراما إم بي سي كوريا | جائزة التميز الأعلى، ممثل في مسلسل درامي  | إي جونغ جن    | فوز     | [ 7 ]   |
| 2013  | جوائز دراما إم بي سي كوريا | جائزة التميز الأعلى، ممثلة في مسلسل درامي | يو جن         | رُشِّح     | [ 7 ]   |
| 2013  | جوائز دراما إم بي سي كوريا | جائزة التميز الأعلى، ممثلة في مسلسل درامي | باك وون سك    | رُشِّح     | [ 7 ]   |
| 2013  | جوائز دراما إم بي سي كوريا | أفضل دراما                                | إرث المئة عام | فوز     | [ 7 ]   |

## البث الدولي
- الفلبين: عرض المسلسل على شبكة جي إم أي من 4 نوفمبر 2013 إلى 30 يناير 2014 يومي الاثنين والخميس الساعة 10:15 مساء.

## وصلات خارجية
- موقع إم بي سي الرسمي (بالكورية).
- إرث المئة عام في إم بي سي غلوبال ميديا.
- إرث المئة عام في هان سينما.